# Walter Long (1. wicehrabia Long)
Walter Hume Long, 1. wicehrabia Long (ur. 13 lipca 1854, zm. 26 września 1924) – brytyjski polityk, członek Partii Konserwatywnej i Irlandzkiej Partii Unionistycznej, minister w rządach lorda Salisbury’ego, Arthura Balfoura, Herberta Henry’ego Asquitha i Davida Lloyda George’a.
Był synem unionistycznego polityka Richarda Penruddocke’a Longa i Charlotte Dick. Od strony ojca pochodził ze szlacheckiej rodziny z Wiltshire. Jego matka pochodziła z irlandzkiej szlachty z hrabstwa Wicklow. Walter odebrał wykształcenie w Harrow School oraz w Christ Church na Uniwersytecie Oksfordzkim. Po śmierci ojca w 1875 r. objął zarząd nad rodowymi posiadłościami. W 1878 r. poślubił lady Dorothy Boyle, córkę 9. hrabiego Cork. Miał z nią dwóch synów (w tym generała Waltera Longa) i trzy córki.
W 1880 r. Long został wybrany do Izby Gmin jako reprezentant okręgu North Wiltshire. Po likwidacji tego okręgu w 1885 r. przeniósł się do okręgu Devizes. Long przegrał wybory powszechne 1892 r., ale do Izby Gmin powrócił w 1893 r., wygrywając wybory uzupełniające w okręgu Liverpool West Derby. W 1900 r. przeniósł się do okręgu Bristol South. Od 1906 r. reprezentował okręg wyborczy South Dublin. W latach 1910–1918 reprezentował okręg wyborczy Strand, a następnie okręg wyborczy Westminster St George’s.
Pierwszym urzędem Longa było stanowisko parlamentarnego sekretarza przy Radzie Samorządu Lokalnego, które sprawował w latach 1886-1892. Brał udział w pracach nad Local Government Act z 1888 r., który powołał wybieralne rady hrabstw. Kiedy Partia Konserwatywna znalazła się w opozycji Long został mówcą ds. samorządu lokalnego. Po powrocie konserwatystów do władzy w 1895 r. został przewodniczącym Rady Rolnictwa. W 1900 r. stanął na czele Rady Samorządu Lokalnego. W 1905 r. poparł Unempolyed Workmen’s Act, który ustanawiał radę ds. bezrobotnych, która miała na celu wyszukiwanie pracy oraz prowadzenie szkoleń dla bezrobotnych.
Long był związany z irlandzkimi unionistami. W marcu 1905 r. został Głównym Sekretarzem Irlandii. Rząd konserwatystów upadł w grudniu tego roku. W kolejnych latach Long był jednym z głównym przeciwników rządowych planów przyznania Irlandii autonomii. W 190] r. był jednym z założycieli Ligi Obrony Ulsteru. W latach 1905–1910 był liderem Irlandzkiej Partii Unionistycznej.
Po rezygnacji Arthura Balfoura ze stanowiska lidera Partii Konserwatywnej w 1911 r., Long był jednym z kandydatów na jego następcę. Jednak ani on, ani jego rywal Austen Chamberlain, nie uzyskali wyraźnej przewagi nad kontrkandydatem. Aby zapobiec rozłamowi w partii Long i Chamberlain wycofali swoje kandydatury, a liderem konserwatystów został Andrew Bonar Law. W 1915 r., po utworzeniu rządu wojennego, Long ponownie został przewodniczącym Rady Samorządu Lokalnego. Kiedy premierem został w 1916 r. Lloyd George, powierzył on Longowi stanowisko ministra kolonii. W 1919 r. został pierwszy lordem Admiralicji. Stanowisko to sprawował do 1921 r.
W październiku 1919 r. Long stanął na czele rządowej Komisji ds. Irlandii. Komisja była odpowiedzialna za pracę nad Government of Ireland Act, który tworzył odrębną administrację dla katolickiego południa i protestanckiej północy. Ustawa została uchwalona w 1920 r. Mimo iż południowa część wyspy uzyskała niepodległość po Traktacie z 1922 r., to rozwiązania ustawy przetrwały w Irlandii Północnej do 1972 r.
Long zrezygnował ze wszystkich stanowisk w 1921 r. W tym samym otrzymał parowski tytuł 1. wicehrabiego Long i zasiadł w Izbie Lordów. Zmarł w swojej rezydencji Rood Ashton House w hrabstwie Wiltshire w 1924 r. Ponieważ jego najstarszy syn Walter zginął podczas I wojny światowej w 1917 r., tytuł wicehrabiego odziedziczył jego wnuk, Walter Francis David.